# Bitva u Délia
Bitva u Délia bylo ozbrojené střetnutí peloponéské války z roku 424 př. n. l. odehrávající se mezi Athénami a Bojótií nedaleko města Délion. Bitvy se zúčastnil i athénský filozof Sókratés.

## Pozadí
Roku 424 př. n. l. plánovali athénští generálové Démosthenés a Hippokratés invazi do Bojótie. Athénské vojsko bylo rozděleno na dvě části. Démosthenés vyrazil se svými loděmi kolem Peloponésu. Přistál u Sifai, kde byl jeho plán překažen Fókijcem Nikomachem, a musel se proto obrátit zpět. Hippokratés s druhou částí armády měl zaútočit na Délium na východním okraji Bojótie s cílem rozdělit pozornost Bojótců. Začal opevňovat místní Apollónův chrám. Po pěti dnech bylo opevnění dokončeno; Hippokratés zde zanechal posádku, jejíhož velení se ujal, a vyslal část své armády zpět do Athén. Ve stejnou dobu shromáždili Bojótci vojsko s cílem utkat se s Hippokratem. Když ale spatřili odcházející Athéňany, mnoho z nich si myslelo, že je zbytečné na ně zaútočit. Bojótský velitel Pagóndás z Théb se k tomu přesto rozhodl, neboť věděl, že se Athéňané tak jako tak vrátí a využijí Délion jako základnu pro budoucí invazi.

## Průběh

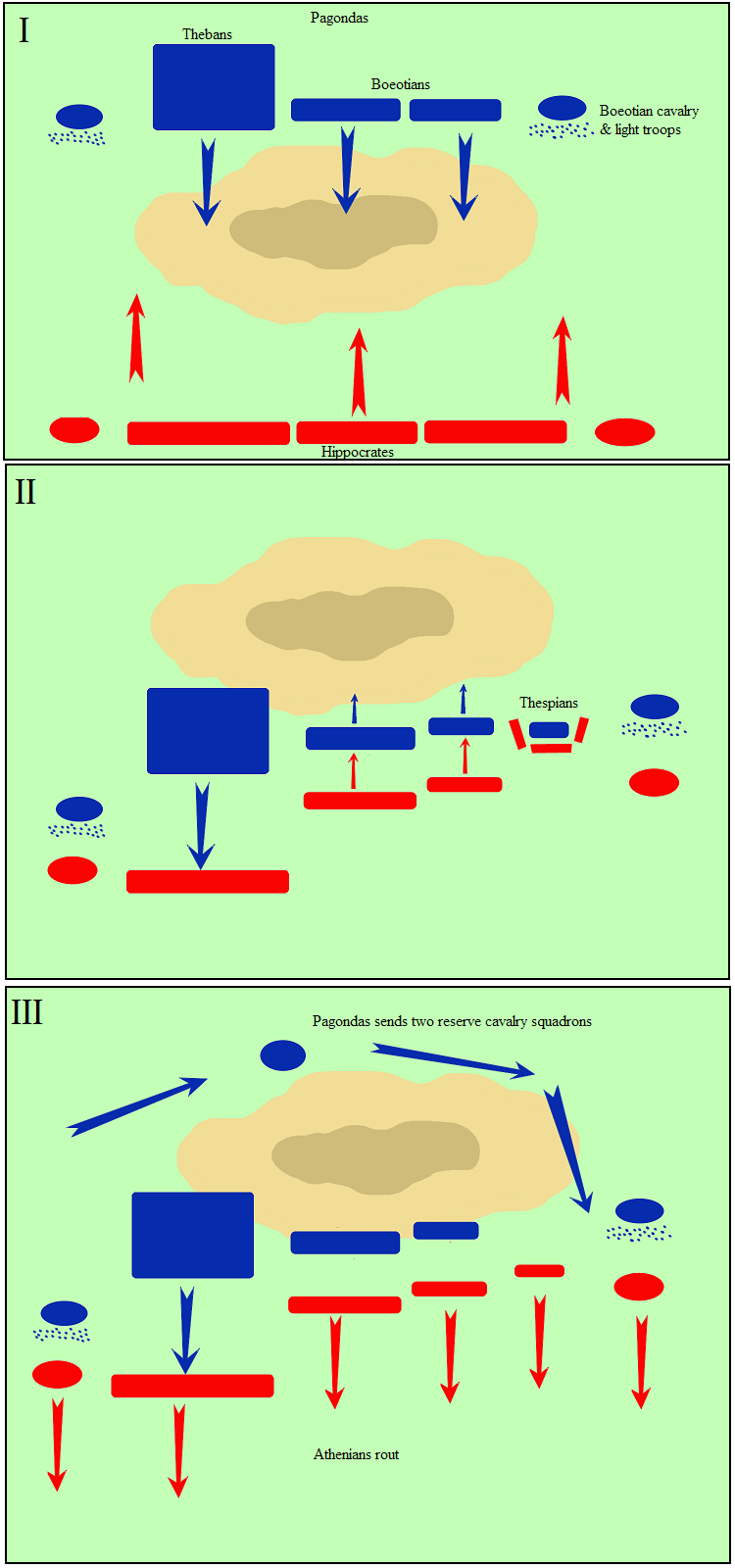
Rozložení a manévry nepřátelských sil v bitvě. Bojótci jsou znázorněni modře, Athéňané červeně.

Pagóndas rozestavil svou armádu poblíž athénské tak, že obě armády kryl kopec mezi nimi. Bojótci měli k dispozici 7 tisíc hoplítů, tisíc jezdců, půl tisíce peltastů a 10 tisíc lehkooděnců. Pravé křídlo bylo složeno z Thébanů, kteří zformovali oddíl o hloubce 25 mužů místo obvyklých 8. Střed obsadili muži z Haliartu, Koróneie a Kópai, levé křídlo pak oddíly z Thespiaí, Tanagry a Orchomenu. Později se k nim připojili také Lokrijci. Když se Hippokratés dozvěděl o přítomnosti bojótského vojska, připojil se k hlavnímu athénskému voji a v Déliu zanechal 300 jezdců. Athéňané měli podobný počet hoplítů a jezdců jako Bojótci, ale disponovali méně lehkooděnci, složenými především z jejích spojeneckých měst. Jejich linie měla tradiční hloubku. Kvůli asymetrii v rozložení sil by thébské pravé křídlo zcela určitě zvítězilo, ale Athéňané s delší bojovou linií by byli schopni obchvátit bojótské levé křídlo.

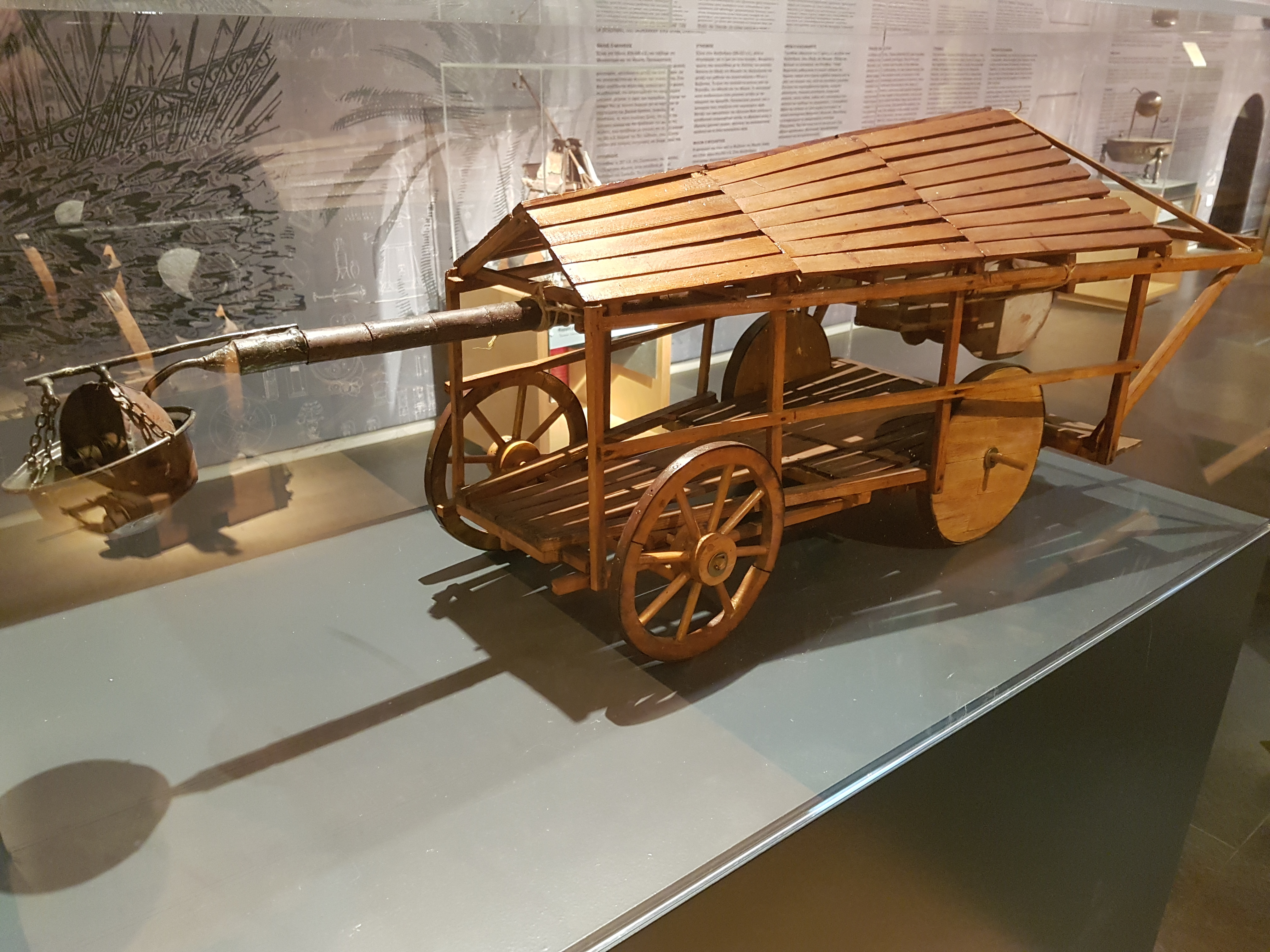
Model možné podoby bojótského „plamenometu“.

Bojótci zahájili bitvu nečekaným útokem, když Hippokratés promlouval ke svým mužům. K nejtěžším bojům docházelo ve středu. Dle historika Thúkydida bylo bojótské levé křídlo obklíčeno a blízko porážce. odpor kladl jen oddíl z Thespiaí. Mezi vítězícími Athéňany došlo během obchvatného manévru ke zmatkům. Někteří athénští hoplíté začali bojovat mezi sebou na koncích linie, která se setkala za zády Thespijců, neboť se domnívali, že jde o nepřítele. K omylu mohlo snadno dojít, neboť sjednocené „státní“ štíty se ve větším začaly uplatňovat až od bitvy u Mantineie z roku 362 př. n. l. Pagóndas vyslal své jezdectvo na podporu levého křídla. Tomu se podařilo zvrátit situaci a porazit nepřítele. Mezitím ztučnělé pravé křídlo dosáhlo taktéž vítězství a zahnalo Athéňany na útěk. Athénský střed po ztrátě obou křídel taktéž započal s ústupem. V bitvě zahynulo na 500 Bojótců a 1000 Athéňanů, mezi padlými byl i generál Hippokratés. Bojótci pronásledovali prchající nepřátele až do západu slunce. Většina Athéňanů se uchýlila do opevnění v Déliu, kde jim bojótský posel oznámil, že svou přítomností znesvěcují jejich posvátné území a musí ho proto opustit. Athéňané odpověděli, že toto území nyní patří jim a je tedy pro ně posvátné a budou je proti Bojótcům bránit.
Dva týdny po bitvě se nic nedělo. Poté se k Bojótcům připojily 2 tisíce korintských hoplítů a další spojenecké oddíly. Bojótci poté postavili podivuhodné zařízení, které podle Thúkydidových zpráv bylo jakýmsi typem plamenometu a které zapálilo Délion a donutilo tak Athéňany vyklidit pozice. Při obléhání bylo zabito kolem 200 Athéňanů, zbylým se podařilo uniknout.